# Corona de murta de Vergina
La Corona de murta de Vergina (llatí: corona Verginae, en grec: Χρυσό στεφάνι της Βεργίνας), feta d'or amb forma de fulles i flors de murta, és una de les troballes més valuoses de l'avantcambra de les tombes reials dels antics macedonis de Vergina, a Grècia. Des del període hel·lenístic (300-30 abans de la nostra era), es creu que la corona d'or pertany a Meda d'Odessa, la princesa tràcia i cinquena esposa de Filip II de Macedònia, segons el supòsit de l'arqueòleg grec Manolis Andronikos, que va excavar al 1977 la tomba de Filip II, pare d'Alexandre el Gran.

## Significat i simbolisme

### Murta i abillament
Una planta sagrada per a la dea Afrodita, la murta era un símbol de l'amor. Els grecs en portaven corones per a fets especials i les rebien com a premis i honors esportius. Les corones eren fetes de làmina d'or; les crearen per a ser soterrades amb els morts, però eren massa fràgils per a usar-les en l'abillament diari. Les fulles i flors de murta de la corona es tallaren en fines làmines d'or, s'estamparen i després s'hi uniren a les tiges.

## La corona de murta
Després de la restauració, conté 80 fulles i 112 flors. La corona principal, de la qual brollen les branquetes, és una vareta cilíndrica estreta, i els seus dos extrems s'aplanen en girar-los entre si. El diàmetre intern del tub principal és de 0,18 a 0,16 m, i l'exterior en fa 0,26-0,23 m. La corona de murta daurada s'exposà al Museu Arqueològic de Tessalònica fins al 1997, quan es va traslladar al Museu de Vergina.